# Sapé
Sapé là một đô thị thuộc bang Paraíba, Brasil. Đô thị này có diện tích 316,33 km², dân số năm 2007 là 46363 người, mật độ 149,3 người/km².